# Mafia: Definitive Edition
Mafia: Definitive Edition ist ein Action-Adventure-Computerspiel, das von Hangar 13 entwickelt und von 2K Games veröffentlicht wurde. Als Remake des 2002 erschienenen Mafia wurde es im Mai 2020 angekündigt und erschien im September 2020 für Microsoft Windows, PlayStation 4 und Xbox One. Das Spiel spielt in einer neugestalteten Version der Stadt Lost Heaven, einer fiktiven amerikanische Großstadt im Stile des New York City und Chicago der 1930er-Jahre, und folgt dem Aufstieg und Fall des vom Taxifahrer zum Mobster aufgestiegenen Tommy Angelo innerhalb der Salieri-Verbrecherfamilie. Das Spiel erhielt insgesamt positive Kritiken, in welchen die Geschichte, die Leistungen und die Grafik gelobt, die veralteten Action-Animationen hingegen kritisiert wurden.

## Handlung
Mafia: Definitive Edition versetzt den Spieler in die fiktive US-amerikanische Großstadt Lost Heaven der 1930er Jahre. Die Stadt hat immer noch unter den Folgen der Weltwirtschaftskrise und der Korruption zu kämpfen. Die Unterwelt von Lost Heaven wird von der Salieri-Familie und der Morello-Familie regiert.
In einem Diner trifft der Polizei-Detective Norman den Protagonisten Tommy Angelo. Tommy bietet sich für Norman als Kronzeuge im Morello-Fall an, unter der Bedingung, dass die Sicherheit seiner Familie garantiert wird. Die Geschichte wird an dieser Stelle in Rückblenden erzählt.
Thomas „Tommy“ Angelo arbeitet als Taxifahrer in Lost Heaven, als er eines Abends zwischen die Fronten der beiden Mafia-Familien gerät. Zwei Mitglieder der Salieri-Familie namens Paulie und Sam zwingen Tommy dazu ihnen bei der Flucht vor Morellos Schlägern zu helfen. Als Entschädigung bekam Tommy einen Umschlag voll Geld und das Angebot, dass er sich jederzeit an den Don wenden kann, wenn er Hilfe benötigt. Dieses Angebot lehnt Tommy für sich vorerst ab, schließlich will er mit Gangstern nichts zu tun haben. Als Tommy am darauffolgenden Tag von Morellos Schlägern aufgesucht wird, welche sein Taxi zerstörten, schwindet diese anfängliche Abneigung. Tommy bittet Don Salieri um Hilfe, denn schließlich will er sich an Morello rächen. Nachdem er und Paulie ein paar Autos von Morello demoliert haben, macht Don Salieri Tommy ein Jobangebot, welches er annimmt.
Nach und nach wird Tommy in den Mafia-Alltag eingeführt. So wird er von Paulie und Sam eingearbeitet und muss ihnen anfangs beim Eintreiben von Schutzgeld helfen. Zwischen den drei Männern entsteht eine tiefe und innige Freundschaft. Anfangs plagen Tommy noch Skrupel, jedoch werden diese schnell durch seine Freunde, seinen Erfolg und dem neu gewonnenen Lebensgefühl zerstreut. Tommy lernt auch Sarah kennen, welche die Tochter des zur Familie gehörenden Barkeepers Luigi und die Patentochter vom Don ist. Beide nähern sich an und es entwickelt sich eine Beziehung zwischen den beiden. Als Sarah von den Schlägern Billy und Johnny belästigt wird platzt dem Don der Kragen. Tommy und Paulie sollen ihnen und ihren Freunden eine Lektion erteilen. Die Situation artet in eine Verfolgungsjagd aus, die schließlich in einen Unfall endet. Im Wrack finden Paulie und Tommy den vermeintlich toten Johnny und Billy, welcher daraufhin von Paulie erschossen wird.
Tommy bekommt den Auftrag eine Prostituierte namens Michelle zu töten, die Informationen an Morello weitergegeben hat. Zur selben Zeit soll Sam den zuerst totgeglaubten Johnny an Billys Beerdigung erledigen. Zu allem Übel stellt sich noch heraus, dass es sich bei Billy um den Sohn von Roberto Ghilotti handelt, welcher als Stadtrat fungiert und von Morello bezahlt wird. Um Sam Rückendeckung zu geben, soll Tommy das Bordell in die Luft jagen, damit dieser in der benachbarten Kirche bessere Bedingungen für sein Attentat hat. Sam bittet Tommy darum Michelle zu verschonen, er war häufiger bei ihr Kunde und sie hat seiner Meinung nach den Tod nicht verdient. Tommy leistet dem Wunsch seines Freundes Folge und verschont Michelle. Nachdem die Bombe im Bordell detoniert flieht Tommy in die Kirche, wo ihn Johnny direkt wiedererkennt. Es kommt zu einer Schießerei in der Kirche, in der Johnny schließlich stirbt.
Tommy und Sarah beschließen zu heiraten und eine Familie zu gründen. Mit der Zeit werden die Aufträge härter und Konflikte eskalieren immer öfter. Frank, der Consigliere und Buchhalter der Familie, wird von Morello erpresst und ist zunehmend um die Sicherheit seiner Frau und Tochter besorgt. Morello bot Frank einen Tausch an: Die Geschäftsbücher der Salieri-Familie gegen eine Flucht nach Europa. Da Frank damit die Omertà gebrochen hat, erhält Tommy die Anweisung ihn zu liquidieren. Am Flughafen angekommen beichtet Frank Tommy, dass er schon lange mit dem Gedanken gespielt hat auszusteigen. Tommy beschließt Frank und seine Familie laufen zu lassen, wenn Frank ihm die Geschäftsbücher aushändigt. Gegenüber Salieri behauptet Tommy Frank getötet zu haben und schließlich finden sich alle Familienmitglieder und sogar Don Morello an Franks Beerdigung wieder.
Eines Tages findet ein Anschlag auf Tommy und Salieri in einem Restaurant statt. Salieri beschließt daraufhin Don Morello den Krieg zu erklären. Die Lage spitzt sich zu und Tommy bekommt mehrere Aufträge, deren Ziel es ist Morello zu schaden. So muss Tommy den Politiker Roberto Ghilotti und Morellos Bruder Sergio auf Geheiß von Salieri ausschalten. Schließlich will Salieri seinem ehemaligen Freund Morello ein Ende setzen. Tommy, Sam und Paulie verfolgen und töten Morello, welcher versuchte mit einem Flugzeug aus der Stadt zu fliehen.
Nach dem Krieg kehrt relativ schnell wieder der Alltag ein. Tommy, Sam und Paulie gehen ihren üblichen Verpflichtungen gegenüber dem Don und der Familie nach und bekommen mehr Vertrauen und Verantwortung. Im Gespräch mit Norman wird klar, dass Tommy an der Loyalität seiner Freunde ihm gegenüber zweifelt. Er stellt sich die Frage, ob seine beiden Freunde dazu im Stande wären ihn zu verraten.
Als eine Zigarrenlieferung des Dons beschlagnahmt wird, bekommen die drei Freunde den Auftrag in das Lagerhaus der Docks einzudringen. Laut dem Don befindet sich darunter eine Diamantenlieferung. In Paulie und Tommy erweckt diese Aussage ein Misstrauen. Das Risiko geschnappt zu werden sei nämlich viel zu hoch, selbst für Diamanten. Paulie eröffnet seinen Freunden, dass er einen Banküberfall ohne Salieris Wissen plant und er ein paar Leute zur Rückendeckung benötigt. Sam möchte bei diesem Job nicht mitmachen, denn er will den Don nicht hintergehen. Zufällig stellt sich der angenommene Diamantendeal als Drogendeal heraus. Paulie und Tommy fühlen sich vom Don um ihr Geld und ihr Vertrauen betrogen. Auf der Heimfahrt beichtet Paulie Tommy, dass er sich des Mafia-Lebens überdrüssig ist und nur noch dieses „eine große Ding“ landen möchte. Tommy willigt daraufhin ein seinem Freund zu helfen.
Nach dem erfolgreichen Bankraub beschließt Tommy mit Sarah und ihrer gemeinsamen Tochter zu verreisen, nachdem er seinen Anteil vom Banküberfall von Paulie bekommen hat. Tommy findet schließlich Paulie tot in seiner Wohnung auf und Sam möchte sich mit ihm im Kunstmuseum treffen. Dies entpuppt sich jedoch als Hinterhalt. Tommy erfährt von Sam, dass der Don ihm Paulies Ermordung angeordnet hat und er außerdem von Michelle und Franks Flucht weiß. In einer Schießerei und dem Showdown gegen Sam, erschießt Tommy diesen und plant daraufhin seine Flucht und das Treffen mit Norman.
Im Epilog erfährt man, dass Salieri und seine Leute verurteilt wurden und auch Tommy bekommt ebenfalls eine Haftstrafe von 8 Jahren. Tommy und seine Familie verbringen ihr restliches Leben unter einer neuen Identität und feiern sogar zusammen die Hochzeit seiner Tochter. Die letzte Szene zeigt Tommy, der vor seinem Haus den Garten gießt. Vito und Joe, die beiden Hauptcharaktere des zweiten Teils, kommen auf ihn zu, nennen ihm bei seinem alten Namen und erschießen ihn mit den Worten „Mr. Salieri richtet seine Grüße aus!“

## Spielprinzip und Technik
Mafia: Definitive Edition wurde als vollständiges Remake des Originals konzipiert und von Grund auf mit neuen Assets und einer erweiterten Story erstellt, obwohl Missionen aus dem Originalspiel übernommen wurden. Wie im Originalspiel von 2002 kontrollieren die Spieler Tommy Angelo während der Einzelspieler-Kampagne des Spiels. Er wird zu Fuß oder mit Fahrzeugen durch die Spielwelt navigiert. Neu im Remake ist die Einführung von Motorrädern, eine Premiere in der Serie. Die Spielmechanik von Mafia: Definitive Edition basiert auf der von Mafia III. Die Spieler haben die Wahl zwischen vier Schwierigkeitsgraden, wobei die Einstellung „Klassisch“ als härteste Schwierigkeitseinstellung des Spiels dient und einige Spielmechanismen wie z. B. das Munitionsmanagement beeinflusst und die Reaktion der Polizei auf Verbrechen und Verkehrsdelikte verschärft, um dem Originalspiel von 2002 besser zu entsprechen.
Außerhalb des Hauptstory-Modus ist ein separater Free-Ride-Modus „als Anspielung auf das ursprüngliche Spiel“ enthalten, mit dem der Spieler die Stadt nach Belieben ohne Missionsziele erkunden kann. Im Gegensatz zum ursprünglichen Spiel wurden jedoch Free Ride und Free Ride Extreme zu einem Spielmodus verschmolzen, wobei die ausgefallenen und übertriebenen Nebenmissionen des letzteren als verborgene Geheimnisse, die vom Spieler aufgedeckt werden müssen, in das Hauptfree Ride-Segment integriert wurden.
Ein im Oktober 2020 veröffentlichtes Update fügte neue Aktivitäten im Free-Ride-Modus des Spiels hinzu, darunter Taximissionen und einen Rennmodus, der im Autodrom der Mission „Fair Play“ stattfindet. Ebenfalls im Update enthalten ist die Möglichkeit, das Spiel in Schwarz-weiß zu spielen, das im Einstellungsmenü des Spiels als „Noir-Modus“ als Hommage an die Noir-Filme der Epoche bezeichnet wird, sowie verschiedene Optionen, mit denen der Spieler Teile des HUDs des Spiels ein- oder ausblenden kann.

## Entwicklung
Im Mai 2020 wurde von 2K Games ein Remake von Mafia mit dem Titel Mafia: Definitive Edition als Teil der Mafia-Trilogie angekündigt. Es wurde von Hangar 13 entwickelt und sollte eine "erweiterte Story, erweitertes Gameplay und eine erweiterte Originalpartitur" bieten. Die Veröffentlichung war ursprünglich für August 2020 geplant, wurde jedoch aufgrund der COVID-19-Pandemie auf September verschoben.
Der englischsprachige Soundtrack für das Spiel wurde mit einer anderen Besetzung als im Original aufgenommen, wobei der italienisch-australische Schauspieler Andrew Bongiorno Tommy Angelo seine Stimme, Ähnlichkeit und Motion-Capture-Performance verlieh. Der Präsident von Hangar 13, Haden Blackman, erklärte: „Da unsere Filmsequenzen stark von Bewegungserfassungsdaten abhängen, ist es wichtig, dass wir sowohl sprachliche als auch körperliche Leistungen erbringen.“ Umgekehrt wurden für die tschechische Version die meisten der ursprünglichen Darsteller und Sprecher aus dem Spiel von 2002 für das Remake erneut engagiert, beispielsweise Marek Vašut, der Sprecher des Tommy.
Eine weitere wichtige Änderung bei der Neuauflage war eine vollständige Neugestaltung des ursprünglichen Settings des Spiels. Um bei der Neugestaltung zu helfen, konzentrierte sich das Entwicklungsteam darauf, den Stil der amerikanischen Städte um die 1920er- und 1930er-Jahre nach dem Ersten Weltkrieg zu überprüfen und die Atmosphäre und das ästhetische Design der verschiedenen Stadtviertel zu verbessern sowie mehrere Stadtteile umzugestalten und in einigen Fällen vollständig umzubenennen – als Beispiel wurde der Stadtteil Chinatown in der ursprünglichen Umgebung neu gestaltet, um ihn durch den Stil der Gebäude und Dekorationen als ein von chinesischen Einwanderern bewohnter Stadtteil erkennbarer zu machen. Das Straßenlayout wurde auch modifiziert, um Änderungen an Ecken und Kreuzungen einzufügen, um eine flüssigere Fahrmechanik zu ermöglichen, neue Abkürzungen und Gassen in die Karte einzufügen und verschiedene Gebäude und Orientierungspunkte an neue Orte zu verlegen, um so sicherzustellen, dass die Spieler nicht die gleiche Route nehmen mussten, um sie zu erreichen wie im ursprünglichen Spiel – die Entwickler von Hanger 13 verwendeten spezielle Datenkartierungssysteme, so genannte „Heatmaps“, um die Fahrmuster der Spieler zu beobachten, wenn sie in Missionen von einem Ort zum anderen reisen, um zu beurteilen, wie sie dies für die Neuauflage ändern können.

## Synchronisation
Für die Mafia: Definitive Edition wurde eine komplett neue deutsche Synchronisation erstellt, so wurden alle Sprecher aus dem Original ausgetauscht. Gründe dafür waren unter anderem, dass das Remake deutlich mehr Dialogzeilen umfasse, aber auch aus Gründen der Präsentation habe man die Originaltonspuren nicht einfach wiederverwenden können.
Die Rolle des Thomas Angelo wurde mit Marcus Just neubesetzt. Er ist der Nachfolger von Stephan Schwartz. Die Rolle des Detective Norman übernahm Achim Buch, als Nachfolger von Dirk Fenselau. Die Rolle des Don Salieri wird hingegen nun von Gordon Piedesack gesprochen. Er ersetzt den 2019 verstorbenen Sprecher Helmut Krauss.
| Rolle             | Mafia (2002)     | Mafia: Definitive Edition |
| ----------------- | ---------------- | ------------------------- |
| Thomas Angelo     | Stephan Schwartz | Marcus Just               |
| Detective Norman  | Dirk Fenselau    | Achim Buch                |
| Don Ennio Salieri | Helmut Krauss    | Gordon Piedesack          |
| Paulie            | Mogens von Gadow | Christian Rudolf          |
| Sam               | Andreas Gröber   | Guido Zimmermann          |
| Frank Coletti     | Peter Heusch     | Hans-Gerd Kilbinger       |
| Vincenzo          | Michael Deckner  | Kai-Henrik Möller         |
| Ralph             | Peter Wenke      | Jesse Grimm               |
| Sarah Angelo      | Sylvia Steiner   | Julia Casper              |
| Lucas Bertone     | Erik Borner      | Jens Wendland             |
| Luigi             | Michael Betz     | Dieter Brandecker         |
| Don Morello       | Michael Betz     |                           |
| Pepe              |                  | Peter Weis                |
| Vito Scaletta     |                  | Alexander Brem            |

## Rezeption
Mafia: Definitive Edition erhielt überwiegend positive Bewertungen. Die Rezensionsdatenbank Metacritic aggregiert insgesamt 106 Rezensionen zu einem Mittelwert von 76 (PlayStation 4), 79 (Windows) bzw. 79 (Xbox One).
Destructoid bewertete es mit 9/10 zusammen und nannte das Spiel "Ein Markenzeichen für Exzellenz. Es mag Fehler geben, aber sie sind vernachlässigbar und werden keinen massiven Schaden anrichten". IGN gab dem Spiel 8/10, schreibend: "Mafia: Definitive Edition wurde von Grund auf neu aufgebaut und zeichnet sich durch exzellente Leistungen der neuen Besetzung, ein fantastisches Fahrmodell und eine schöne und authentische Stadt aus, in der die Atmosphäre der 1930er Jahre wie in einem überfüllten Cannoli herrscht.
GameSpot gab dem Spiel ein 6/10, lobte die Geschichte und die Leistungen, kritisierte aber die veralteten Kämpfe und Bewegungen.

„Das Remake emotionalisiert eine sowieso schon mitreißende Geschichte noch mehr. Vielleicht ein wenig zu sehr. Aber letztlich wurde ich dann doch von einem Strom aus Gefühlen mitgerissen. Für mich behält das Original seinen Ehrenplatz. Aber wenn ich in Zukunft wieder nach Lost Heaven zurückkehren will, greife ich sicherlich zum Remake.“

„Hangar 13 liefert hier hervorragende Arbeit ab und hat einen Klassiker des Genres für ein modernes Publikum aufbereitet - und dabei nicht gekleckert, sondern geklotzt! Was für eine hübsche Modernisierung es geworden ist, technisch erinnert hier nichts mehr ans Original, verglichen damit ist es eines der beeindruckendsten Remakes, die ich bisher sah. Es fühlt sich modern an und das alles steht dem Spiel gut zu Gesicht.“

### Verkäufe
In der ersten Woche der Veröffentlichung war das Spiel das drittbestverkaufte in Großbritannien, die Mafia-Trilogie landete auf Platz sechs.